# Love Me (album Lee Jung-hyun)
Love Me – pierwszy chiński album południowokoreańskiej piosenkarki Lee Jung-hyun. Został nagrany w 2007 r. i wydany 6 marca 2008 r. Hitem w tym albumie jest piosenka Love Me. Wszystkie inne piosenki pochodzą z poprzedniego albumu - Fantastic Girl.

## Lista utworów
| 01 | Fun Fun                                | 03:02 |
| 02 | Just Look At Me                        | 03:50 |
| 03 | Formula                                | 03:35 |
| 04 | Love Me                                | 03:45 |
| 05 | Welcome To My Style (wersja chińska)   | 03:42 |
| 06 | Welcome To My Style (wersja koreańska) | 03:42 |
| 07 | Run                                    | 03:29 |
| 08 | Men Annoy Women                        | 03:41 |
| 09 | How                                    | 03:51 |
| 10 | Will I Be Able To Love Again           | 04:45 |
| 11 | Love Song                              | 03:15 |
| 12 | All In                                 | 03:39 |